# Ernst Dietz (Schauspieler)
Ernst Dietz (* 17. September 1916 in Gommern; † 18. Februar 1989 in Bremen) war ein deutscher Schauspieler, Theaterregisseur und -intendant, Bühnenautor und Hörspielsprecher, Fernseh- und Filmdarsteller.

## Leben
Ernst Dietz erhielt seine Ausbildung zum Schauspieler von 1932 bis 1934 am Alten Theater Leipzig, unter anderem von Detlef Sierck und Lina Carstens. Sein Bühnendebüt gab er 1934 in der Rolle des Raoul in der Jungfrau von Orleans von Friedrich Schiller am Friedrich-Theater in Dessau. Dietz hatte danach jeweils kurzzeitige Verpflichtungen an weiteren Bühnen. Von 1936 bis 1938 spielte er am Mönchengladbacher Stadttheater, in der Spielzeit 1938/39 am Stadttheater Münster, in der darauffolgenden Saison am Staatstheater Braunschweig. Im Kriegsjahr 1942 gastierte Dietz am Hamburger Thalia Theater. Nach 1945 konnte er seine Bühnenlaufbahn mit Engagements an Bühnen in Chemnitz und Dresden fortsetzen, ferner wirkte Dietz in den Folgejahren am Württembergischen Staatstheater Stuttgart, und bei Gustav Rudolf Sellner am Landestheater Darmstadt sowie an den Städtischen Bühnen in Kiel, Essen und Oberhausen. 1952 kam er ans Stadttheater Luzern, dem er bis 1957 angehörte. Gastspiele gab Dietz ab Mitte der 1970er Jahre an der Hamburgischen Staatsoper und den dortigen Kammerspielen, am Stadttheater Hildesheim und bei den Gandersheimer Domfestspielen.
Ab Ende der 1940er Jahre begann Dietz auch Theaterregie zu führen, zunächst in Kiel und in umfangreichem Maße in Luzern. Dort inszenierte er eine Reihe von Shakespeare- und Schiller-Stücken, ferner unter anderem Die Irre von Chaillot von Jean Giraudoux, Die schmutzigen Hände von Jean-Paul Sartre oder die Uraufführung von Albert Talhoffs Es geschehen Zeichen, des Weiteren auch Opern und Operetten wie Mozarts Hochzeit des Figaro, Carmen von Georges Bizet oder Jacques Offenbachs  Schöne Helena. In den 1970er Jahren arbeitete Dietz am Packhaustheater Bremen.
Darüber hinaus bekleidete Dietz in seiner künstlerischen Laufbahn wiederholt Intendantenposten an diversen Theatern in Deutschland und der Schweiz. Von 1953 bis 1957 leitete er das Stadttheater Luzern, von 1957 bis 1963 das Oldenburgische Staatstheater und von 1963 bis 1972 das Nationaltheater Mannheim. In der Spielzeit 1972/73 führte er das Stadttheater St. Gallen, von 1977 bis 1981 war er künstlerischer Leiter des Bremer Packhaustheaters.
Ab 1965 übernahm Ernst Dietz sporadisch Film- und Fernsehrollen, mehrfach dabei in der Reihe Tatort. In dem 1970 entstandenen dokumentarischen Fernsehfilm Operation Walküre über das misslungene Attentat vom 20. Juli 1944 verkörperte er den Generaloberst Erich Hoepner. Zudem wirkte Dietz bereits ab den späten 1940er Jahren immer wieder in Hörfunkproduktionen mit. In erster Ehe war er mit Lotte Leonhardt (Sopranistin) verheiratet. Von 1950 bis 1957 war Dietz in seiner zweiten Ehe mit der Schauspielerin Tilli Breidenbach verheiratet. Ab 1957 bis zu seinem Tod verheiratet mit Karin Bernauer (Schauspielerin/Kinder- und Jugendpsychotherapeutin).

## Filmografie
- 1965: Das Karussell
- 1965: Das Kriminalmuseum – Das Nummernschild
- 1965: Das Kriminalmuseum – Der Koffer
- 1968: Wunderliche Geschichten – Die Stimme im Glas
- 1969: Rebellion der Verlorenen
- 1969: Der Tanz des Sergeanten Musgrave
- 1970: Wie ein Träne im Ozean
- 1970: Sessel zwischen den Stühlen
- 1970: Merkwürdige Geschichten – Die tödliche Flamme
- 1971: Operation Walküre
- 1972: Ein Chirurg erinnert sich (5 Folgen als Professor Trautloff)
- 1974: Trotski in Coyoacan
- 1977: Tatort – Das stille Geschäft
- 1978: PS – Geschichten ums Auto – Franz Brodzinski
- 1979: Tatort – Freund Gregor
- 1980: Grenzfälle
- 1980: Ein Kapitel für sich (Ep. #1.3)
- 1980: Tatort – Streifschuß
- 1981: Tatort – Slalom
- 1982: Das blaue Bidet
- 1983: Loriots 60. Geburtstag
- 1986: Finkenwerder Geschichten

## Hörspiele
- 1947: Nun singen sie wieder – Autor: Max Frisch – Regie: Cläre Schimmel
- 1950: Der Sprung über den Schatten – Autorin: Ellie Tschauner – Regie: Fritz Schröder-Jahn
- 1950: Die Unsterblichen – Autor: Arch Oboler – Regie: Kurt Reiss
- 1952: In die Nacht hinein – Autorin: Oda Schaefer – Regie: Fränze Roloff
- 1952: Viel Lärm um nichts – Autor: William Shakespeare – Regie: Theodor Steiner
- 1952: Shakespeares Tod – Autor: Hermann Rossmann – Regie: Walter Knaus
- 1955: Markgraf, hier beginnt Pforzheim – Autoren: Emil Strauß und Eberhard Meckel – Regie: Hans Goguel
- 1965: Das Ärgernis – Autor: Dieter Kühn – Regie: Raoul Wolfgang Schnell
- 1967: Meuterei auf der Venus – Autor: Herbert W. Franke – Regie: Reinhard Zobel
- 1969: Die Generalprobe – Autor: Herbert Timm – Regie: Walter Knaus
- 1974: 24 Stunden nach der letzten Nacht – Autor: Lajos Maroti – Regie: Gerlach Fiedler
- 1974: Der Traum als Dictionnaire oder Est et non – Autor: Ingomar von Kieseritzky – Regie: Heinz Hostnig
- 1975: Zwei Tode – Autorin: Ursula Krechel – Regie: Horst Loebe
- 1976: Berlin, letzte Ausgabe! – Autor: Ernst Toller – Regie: Günter Bommert
- 1977: Die Einstellung, in der mich Leonardo küßt – Autor und Regie: Günter Guben
- 1979: Wie das blühende Leben – Autor: Rolf Bohn – Regie: Günter Siebert
- 1984; Zu den Kellergebrüchen – Autor: Theodor Weißenborn – Regie: Norbert Schaeffer
- 1987: Lippenbekenntnis oder Das unerklärliche Schweigen eines Kettenrauchers – Autor: Konrad Hansen – Regie: Friedhelm Ortmann
- 1988: Wolfsmilch trinken die Falter – Autor: Dezsö Monoszlóy – Regie: Günter Bommert

## Bühnenstücke
- Fern-Verbindung
- Umtausch ausgeschlossen? und Warum denn nicht mal andersrum? (UA am Packhaustheater)
- Neue Tapeten (UA am Packhaustheater)